# Zločin v šantánu
Zločin v šantánu je film Jiřího Menzela z roku 1968, na námět Josefa Škvoreckého, na kterém se podíleli hlavně lidé z okruhu kolem divadla Semafor. Své jediné filmové role zde ztvárnili Jiří Grossmann a Ladislav Vodička, zároveň to byl poslední film Jiřího Šlitra a poprvé se před kamerou objevili Zdeněk Svěrák a Ladislav Smoljak.
Děj filmu se odehrává v prvorepublikovém šantánu, je však satirou na dobovou politickou situaci.
Film je druhým dílem volné trilogie Josefa Škvoreckého. Prvním filmem byl Zločin v dívčí škole (1966), posledním pak Zločin v knihovně rukopisů, který režisér Ladislav Rychman přejmenoval na Šest černých dívek aneb Proč zmizel Zajíc? (1969) a který měl premiéru v době, kdy byl Škvorecký už v exilu.

## Děj
V šantánu pravidelně vystupuje zpěvačka Klára Králová (Eva Pilarová) a od svého obdivovatele ministra spravedlnosti (Vlastimil Brodský) dostane darem náhrdelník. Ten ale ukradne eskamotér (Jiří Grossmann), pak jej ale v tísni nenápadně strčí do kapsy nevinného podomka Pepíčka (Jiří Suchý). Krádež začne vyšetřovat policie, ale zároveň je do šantánu ministrem poslán zvláštní agent a situace se značně zamotává. Do toho žárlivý manžel Kláry (Jan Přeučil) zabije eskamotéra. Čerstvě promovaný advokát Vilém, který fakultu studoval čtvrt století a všechny zkoušky udělal u svých bývalých spolužáků a je tedy zcela neschopný (Jiří Šlitr), se svojí pomocnicí Stellou (Jitka Zelenohorská) obhajují Pepíčka, ale státní zástupce (Zdeněk Svěrák) bojuje i za to, aby mu byla přišita i vražda. Za svoji práci je pak odměněn samotným ministrem. Pepíček i jeho advokát jsou odsouzeni k smrti, milost, kterou ministr pod tlakem novinářů i zpěvačky Kláry podepsal, nikdy nedorazí do správných rukou. Pepíček a advokát Vilém se tak před smrtí dočasně zachraňují zpěvem (což je jejich poslední přání) nekonečné písně Balada pod šibenicí.

## Seznam písní
- Poklad
- Kočičí bál
- Ach, miluji vás
- Kolena
- Ukrejvám rozpaky
- Na shledanou
- Ukolébavka
- Balada pod šibenicí
- Život je jako zrcátko
- Boubelatá Bety
- Mordsong – instrumentální skladba

## Obsazení
| Eva Pilarová       | Clara Regina (Klára Králová) |
| Jiří Suchý         | podomek Pepíček              |
| Jiří Šlitr         | obhájce Vilém                |
| Jitka Zelenohorská | Stella                       |
| Vlastimil Brodský  | ministr spravedlnosti        |
| Jiří Grossmann     | eskamotér                    |
| Ferdinand Krůta    | vrhač nožů                   |
| Jan Libíček        | detektiv                     |
| Rudolf Hrušínský   | kněz                         |
| Jan Přeučil        | Ikaro Valenta                |
| Ladislav Vodička   | nájemný vrah                 |
| Zdeněk Svěrák      | prokurátor                   |
| Václav Kotva       | soudce                       |
| Karel Hovorka      | inspicient                   |
| Josef Škvorecký    | rektor                       |
| Vratislav Blažek   | ceremoniář                   |
| Gustav Oplustil    | popravčí                     |
| Jiří Hájek         | pán v černém                 |
| Josef Langmiler    | profesor                     |
| Karel Mareš        | režisér                      |
| František Husák    | Viktor                       |
| Eugen Jegorov      | posel                        |
| Jana Drchalová     | Lilly                        |
| Jiří Hálek         | hasič                        |
| Vladimír Hrabánek  | promovanec                   |
| František Řehák    | fízl                         |
| Pavel Bošek        | novinář                      |
| Ladislav Smoljak   | novinář                      |
| Miloslav Balcar    | novinář                      |
| Jiří Menzel        | klaun                        |

## Nahrávky písní
V roce 1968 vyšlo LP Zločin v šantánu s šesti písničkami (Kočičí bál, Balada pod šibenicí, Kolena, Poklad, Ach, miluji vás, Na shledanou) a jednou instrumentální skladbou (Mordsong) z filmu. Písnička Balada pod šibenicí vyšla také na albu Ďábel z Vinohrad (2005).

## Námět a scénář
Autorem námětu je Josef Škvorecký. Jeho literární scénář z listopadu 1967 vyšel v rámci souboru Zločin v šantánu a jiné filmové povídky a scénáře (spisy Josefa Škvoreckého, svazek 28, Literární akademie, Praha 2007). Film se od tohoto scénáře mírně liší, také některé písně, které psal Jiří Suchý, ne zcela odpovídají původním představám Škvoreckého. Definitivní verzi scénáře napsal právě Suchý s Jiřím Menzelem. Technický scénář z roku 1968 i Škvoreckého literární scénář jsou uloženy v Národním filmovém archivu.